# Skogholmen (Fjell)
Ne doit pas être confondu avec Skogholmen.
Skogholmen, est une île dans le landskap Sunnhordland du comté de Vestland. Elle appartient administrativement à Øygarden.

## Géographie
Rocheuse et désertique, elle s'étend sur environ 80 m de longueur pour une largeur approximative de 46 m.